# Castellàs (el Pont de Suert)
Castellars o Castellàs, antigament Castellars de l'Abadiat, és un poble del terme municipal del Pont de Suert, a la comarca de l'Alta Ribagorça. Formà part de l'antic terme de Malpàs des de la promulgació de la Constitució de Cadis, el 1812, fins a la seva incorporació al Pont de Suert el 1968.
El poble és a 1.217,4 m. d'altura, en un coster a l'esquerra del barranc de Malpàs. S'hi accedeix per una pista asfaltada, que arrenca del quilòmetre 3 de la carretera LV-5212, una mica abans d'arribar a Malpàs. La seva església, antigament parroquial, és dedicada a sant Martí; és romànica. Aquesta parròquia pertany al bisbat de Lleida, pel fet d'haver pertangut, a l'edat mitjana, al bisbat de Roda de Ribagorça. Format part de la unitat pastoral 24 de l'arxiprestat de la Ribagorça, i és regida pel rector del Pont de Suert.
Sant Martí de Castellars conserva un portal adovellat, i el seu campanar quadrat encara té les campanes. En el seu interior està ben conservada una pica baptismal decorada, d'estil romànic, que va ser pujada del monestir de Lavaix.

## Història
El 1072 ja s'esmenta el castell de Castellars, del qual només queden algunes restes in situ, com els carreus dels murs de la Casa Servent d'aquest poble.
Pascual Madoz inclou Castellas del Abadiato en el seu Diccionario geografico... del 1849. S'hi pot llegir que el poble és en un petit pla, a ponent d'una muntanya, perfectament ventilat. El clima és saludable, tot i que una mica fred. Tenia tres cases i una església, que formen una petita plaça. Era sufragània de la de Sas, i dedicada a sant Martí. El cementiri, capaç i ventilat, era una mica separat de les cases.
El terreny és muntanyós, escabrós i, en general, de qualitat inferior, on es podien llaurar uns 100 jornals, entre ells algunes artigues, que produïen 3 per 1 de llavors. Hi havia arbres per a llenya i uns 5 jornals entre prats i horta, que es reguen amb les fonts que neixen en el terme. S'hi produïa poc blat, bastant sègol, patates i llegums, a més de força llana. També hi havia pedreres de calç. S'hi criaven ovelles i eugues, i hi havia mules i bous per a les feines del camp. Hi ha caça, de conills, perdius, llebres i alguns llops. Tenia 3 veïns (caps de família) i 10 ànimes (habitants).
És un poble que s'ha mantingut sempre al voltant dels 10 habitants: el 1787 n'hi consten 14, però el 1847, el 1981 i el 2006 coincideixen en la mateixa xifra: 10. El 2019 en tenia 8.